# Акшая Трітія
Акшайа Трітійа — ведичне свято, припадає на третій місячний день (Трітійа) світлої (зростаючої) половини місячного місяця 'вайшакха'.

## Визначення за астрономічними даними
Акшайа Трітйа — це «день для досягнення міцних і довготривалих результатів», це один із самих духовних і сприятливих днів року, і тому це свято — важливий день Ведичного календаря Панчанга.
Крім того, цей день дуже сприятливий, тому що і Сур′я (Сонце), і Чандра (Місяць) — обидві Грахи — перебувають в екзальтації, тобто, в найкращих своїх положеннях на екліптиці. Вони  головні Грахи ("планетні сили"), і тільки раз на рік, у цей день, є екзальтованими («сяючими»), що означає стан найвищого блиску.
Згідно ведичного писання в цей день ріші (мудреці) давнини виконали першу Йагйу (Яг'ю) в історії людства. Ця подія відзначила початок часу, коли люди отримали можливість жити у злагоді з Грахов (Силами Життя, «планетами»), тобто з Законами Життя.
Особливу якість цього дня виражено словом 'Акшайа', яке на санскриті означає «непорушний», «вічний», «міцний», «довговічний». (Яг'ї), виконані в цей день, отримують такі якості в їх результатах.
Відповідно до мухурти, розділу Джйотиша (Ведичної Астрології), який розраховує сприятливий час для важливих справ, виконання церемоній, нових починань, великих покупок і тому подібного — починання і справи, вчинені в цей день, цінності, куплені в цей день, безсумнівно принесуть удачу й успіх. У цей день люди святкують весілля, планують нові підприємства і справи, довгі подорожі та інші важливі події.
А. Т. — день Вічності, безсмертя, здійснення і тривалих досягнень. Це один з найсприятливіших днів Ведичного календаря.
Акшайа-Трітійа — один із самих духовних днів ведичного року. Багато тисяч років тому — саме в день Акшайа-Трітійа — мудреці-ріші провели найпершу Яг'ю в історії нинішньої людської цивілізації. З того дня всі люди отримали можливість свідомо жити в повній злагоді з Природою — Вищим Природним Законом. Чи живуть зараз люди в злагоді з ним? Саме тому що люди зараз не здійснюють Яг'ї, як вчили риши, у людей відбувалися, відбуваються і будуть відбуватися всі їхні проблеми, хвороби і біди.
Ганеша висловлює Закон Природи, що відповідає за здійснення, вічні результати і виконання. У цей день слід почитати Ганешу і виконувати Ганеша-Йагйу (Ганеша-Яг'ю), щоб отримати довготривалі досягнення на всіх рівнях життя. Акшайа-Трітійа також благопрятно для інших Йагйі. Згідно ведичні писання, Йагйа (Яджня) розпочата в цей день, принесе довготривалі успішні результати.

## Святкування
Індуси поклоняються Господу Вішну і богині Лакшмі і купують золото, у джайнів образ Господа Рішабхадева купається з соком цукрової тростини і спеціальний поклоніння ритуал виконується на честь його один рік швидко Господь Рішабха закінчуючи споживаючи соку цукрової тростини виливають у його жмені.
A. T. який також відоме як Акша Тідж є вельми сприятливим і святий день для індуїстських громад. Якщо випадає на Рохіні Накшатру тоді вважається дуже сприятливим. Слово Akshaya (अक्षय) означає ніколи не зменшується. Тому вигоди від здійснення будь-якої джапи, ягйі, Пітра — тарпан, Ден — пунйа в цей день ніколи не зменшиться і залишиться з людиною назавжди.
A. T. як вважають, приносить удачу й успіх. Більшість людей купує золото в цей день, бо вважається, що покупка золота на А. T. приносить процвітання і більше багатства в найближчому майбутньому. Вважається, що золото, куплене в цей день, ніколи не буде зменшуватися і продовжуватиме рости і дорожчати.
A. T. день править бога Вішну, який є зберігачем, богом-хранителем індуїстської Трійці. Згідно індуїстської міфології Трета Юга почалась в цей день. Зазвичай А. Т. і Парашурама Джаянті, день народження шостого втілення бога Вішну, падає в той же день, іноді трітья Тітхі Парашурама Джаянті може випасти в один день із А. Т.
Ведичні астрологи також розглянути Askshay Tritiya сприятливий день вільний від усіх згубних наслідків . За індуїстської астрологією трьох місячних днів — югаді, акшая трітья і Віджай Дашамі не потрібно вибирати сприятливий час, щоб розпочати або виконувати будь сприятливий роботу, бо ці три дні вільні від всіх згубних наслідків.